# Javagator
O projeto Javagator, conhecido oficialmente como projeto Maui, era uma proposta da Netscape para desenvolver um navegador web completamente programado em Java. O projeto foi apresentado em 11 de junho de 1997 como consequência da associação da Netscape com a Sun Microsystems na campanha 100% Pure Java, que consistia em desenvolver aplicativos multiplataforma utilizando unicamente Java; com este movimento, ambas empresas buscava posicionar-se como concorrência para Microsoft. Além disso, a Sun Microsystems necessitava de aplicações úteis para a sua linha de computadores de rede; o Javagator permitiria navegar por conteúdos na internet e não apenas em intranets. Por tal razão, o Javagator iria ser incluído no seu pacote de aplicativos WebTop.

## Cronologia
O projeto foi apresentado em 11 de junho de 1997 por Marc Andreessen, que era chefe de tecnologia da Netscape, durante uma conferência para desenvolvedores organizada pela empresa. O novo produto seria basado na suíte de internet Netscape Communicator. Neste momento, Andreessen também mencionou os benefícios de desenvolver software multiplataforma.
Em 26 de agosto de 1997, a Netscape anunciou que usaria parte do código-fonte do navegador web HotJava, desenvolvido pela Sun Microsystems. Por sua parte, a Sun Microsystems se comprometeu a incluir o Javagator em seus computadores de rede e o motor de layout Gemini no seu Java Development Kit como um componente do JavaBeans.
Em 30 de dezembro de 1997, foi anunciado que as versões beta estariam prontas para março de 1998 (embora não tenha sido confirmado se eles estariam disponíveis para o público) e uma versão final seria lançado em julho do mesmo ano.
No começo de 1998, era conhecido que foi estudada pelo balanço negativo que a Netscape Communications Corporation teve ao encerrar o ano de 1997. Por fim, foi o apoio da  IBM — também desenvolvedores de computadores de rede — e da Sun Microsystems que os fez mudar de ideia.
Em 26 de fevereiro de 1998, os projetos Javagator e Gemini foram suspensos indefinidamente. A Netscape explicou que esperava ajuda da IBM e da Sun Microsystems com o desenvolvimento e comercialização do produto.
No início de abril de 1998, com a liberação do código-fonte do Netscape Communicator e o lançamento do projeto Mozilla, voltaram a aparecer rumores sobre um possível cancelamento total do projeto Javagator; este foi negado na época pelo porta-voz oficial da Netscape.
Em 30 de junho de 1998, o projeto Javagator foi finalmente cancelado. O primeiro anúncio foi feito por Marc Andreessen alegando ineficiência da linguagem de programação Java e a baixa performance da máquina virtual Java pelo lado do cliente. Nesse ponto, ele novamente sugeriu a ideia de lançar o código-fonte. Oficialmente, a Netscape expôs as razões para o cancelamento do projeto, como a falta de recursos financeiros e a existência do projeto paralelo Jazilla.
Durante a compra da Netscape pela AOL entre 1998 e 1999, a Sun Microsystems estava associada a esta última; e isto lhe daria privilégios na área de desenvolvimento de aplicativos. Neste momento, a Sun Microsystems demonstrou as suas intenções para completar o projeto Javagator.